# Damon variegatus
Damon variegatus is een soort zweepspin (Amblypygi). Hij komt voor in Botswana, Congo-Kinshasa, Mozambique, Namibië, Tanzania, Zambia, Zimbabwe en Zuid-Afrika.